# Bordes del Seix
Les Bordes del Seix era un grup de bordes del terme municipal de Tremp, a l'antic terme de Gurp de la Conca, al Pallars Jussà.
Està situat al sud del poble de Gurp i al nord-oest de l'Acadèmia General Bàsica de Suboficials, també al sud-oest i sud-est de la cruïlla dels camins de Talarn, Gurp i Montibarri, al nord-est de la Borda de Figuera i la capella de Sant Miquel de Gurp.
Es tracta d'un grup de bordes, a llevant de la Borda de Servent, format per les bordes de Seliu, de Blanc i del Rei, a més de les restes de Casa Tura, situades en un coster orientat, baixant, de nord-oest a sud-est, delimitat al nord-est per la llau del Tapó i al sud-oest per la llau del Caragol. A l'extrem sud-est d'aquesta carena hi ha Casa Belep.